# Отунга, Дэвид
Дэ́вид Дэниел Оту́нга (англ. David Daniel Otunga, род. 7 апреля 1980, Элджин) — американский актёр, бывший рестлер.
Отунга наиболее известен по своей работе в WWE. Двукратный командный чемпион WWE, а также финалист первого сезона NXT.

## Карьера в рестлинге

### World Wrestling Entertainment

#### FCW (2008—2010)

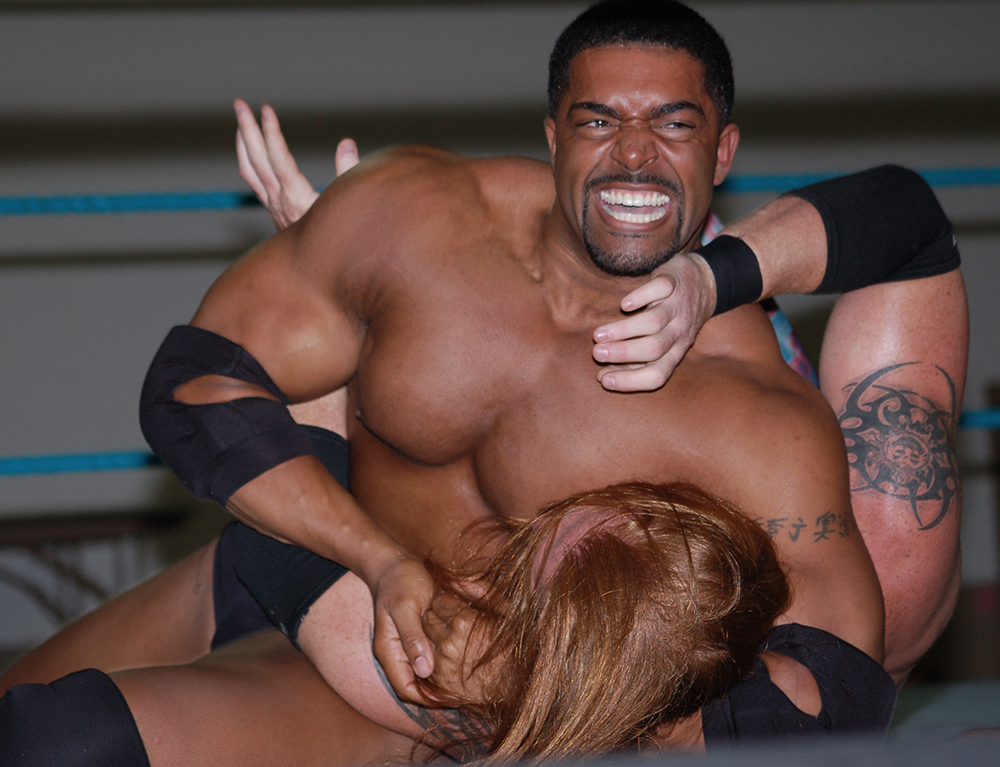
Отунга и Хит Слейтер

Отунга подписал предварительный контракт с WWE в ноябре 2008 года и был отправлен в FCW для подготовки. Дебютировал Отунга 29-го мая под именем Dawson Alexander, Esq. в командном матче шести человек.

#### NXT (2010)
16-го февраля 2010 года было объявлено, что Отунга будет участвовать в первом сезоне NXT под своим настоящим именем. Наставником Отунги стал R-Truth. Дебют Отунги на NXT состоялся 23-го февраля, на вступительном эпизоде шоу, где он быстро одолел Даррена Янга. Однако, Янг победил Отунгу в матче-реванше после вмешательства своего наставника — СМ Панка. После матча R-Truth предложил Отунге поддержку, но тот отказался. R-Truth и Отунга ещё продолжали спорить за кулисами. На шоу NXT 30-го марта Отунга выиграл 8-man over the top rope battle royal. В первом сезоне NXT Отунга занял 2-е место.

#### Raw (2010-2014)
На шоу Raw 7-го июня Отунга в числе других участников первого сезона NXT (Уэйд Барретт, Даррен Янг, Джастин Гэбриел, Майкл Тарвер, Скип Шеффилд, Хит Слейтер и Дэниел Брайан) вмешался в матч Джона Сины и СМ Панка, побив обоих рестлеров, комментаторов, а также сломав аппаратуру. 14-го июня новички потребовали контракты с Raw от Генерального менеджера — Брета Харта. Получив отказ, они избили его. Вскоре, Винс Макмэхон отругал и уволил Харта. Появился новый «анонимный» Генеральный менеджер, который раздал новичкам контракты и они стали называть себя «Nexus». Новички продолжили сеять разрушения. Завязалась вражда между Нексусом и Джоном Синой. На одном из шоу Raw состоялся six-on-one handicap матч, в котором Нексус победили Сину. На ППВ SummerSlam 2010 Нексус проиграли команде Сины (Эдж, Крис Джерико, R-Truth, Джон Моррисон, Дэниел Брайан и Брет Харт) в seven-on-seven elimination tag team матче. Отунга выбыл четвёртым в составе Нексуса (после «Стен Иерихона» от Джерико). После того, как Сина присоединился к Нексусу, Отунга объединился с ним в команду, и отнял командные пояса у Коди Роудса и Дрю Макинтайра. Однако, следующей ночью Барретт приказал Отунге, чтобы тот отдал пояса Слейтеру и Гэбриелу. Через некоторое время Отунга стал выступать против Барретта. Когда место лидера Нексуса занял СМ Панк, Джастин Гэбриел и Хит Слейтер отказались проходить его испытания и ушли из группировки. Отунга же согласился пройти испытания. Он сразился с Биг Шоу, но проиграл. Несмотря на поражение, Отунга остался в группировке. Во время фьюда Нексуса против Рэнди Ортона ГМ объявил, что Панк и Ортон будут сражаться на Рестлмании XXVII. Каждую неделю Ортон будет сражаться против одного члена Нексуса. Если член Нексуса выигрывает, то он имеет право находиться в углу Панка на Рестлмании. Если же член Нексуса проигрывает, то он отстраняется от участия в Мании. Также если отстранённый член Нексуса вмешивается в матч, то Нексус распускается. Нексус избили Ортона перед матчем против Отунги. Дэвид доминировал весь матч, провёл «The Verdict», но получил «RKO» и проиграл. После матча Ортон провёл Отанге «Running punt», травмируя этим приёмом уже третьего члена Нексуса (после Хаски Харриса и Майкла МакГилликати). На выпуске Raw за 23-е мая вместе с Майклом МакГилликати с помощью CM Панка отобрал командные пояса у Кейна и Биг Шоу и продержал их 3 месяца, после чего вместе с МакГилликати проиграли их Кофи Кингстону и Эвану Борну, после чего их дуэт распался. Позже, когда в WWE появились те, кто был недоволен тем, что Triple H стал главным, Отунга, упоминая о своем юридическом дипломе из Гарварда, начал им содействовать. Когда на Raw Джон Лауринайтис стал генеральным менеджером, Дэвид Отунга стал его помощником. На Рестлмании 28 Отунга стал капитаном команды Лауринайтиса, после победы которой Джон стал менеджером обоих брендов.
Последнее появление Отунги в WWE состоялось 6 апреля 2014 года, когда он принял участие в Королевской битве, посвящённой памяти Андре Гиганта, на Рестлмании XXX, где он выбил Биг И. После этого Отунга больше не принимал участия в шоу WWE. Однако вернулся в январе 2015-года и участвовал в домашнем шоу, где вместе с Тайтусом О’Нилом уступили Лос Матадорес. Его последний матч состоялся 5 июля 2015 года в турне Heat Wave Live SummerSlam, где он проиграл R-Truth. В настоящее время Отунга завершил карьеру рестлера и является комментатором шоу Raw.

## Личная жизнь
В 2008 году Отунга сделал предложение певице и актрисе Дженнифер Хадсон. В 2009 году у пары родился мальчик, которого назвали Дэвид Дэниель Отунга-младший.
В апреле 2012 года Отунга исполнил мечту маленького мальчика, пострадавшего от землетрясения на Гаити 2010 года. Он привёл его за кулисы на шоу Рестлмания XXVIII, где мальчик смог встретиться со всеми рестлерами.

## Стиль
Коронные приёмы
- The Verdict

Музыкальные темы

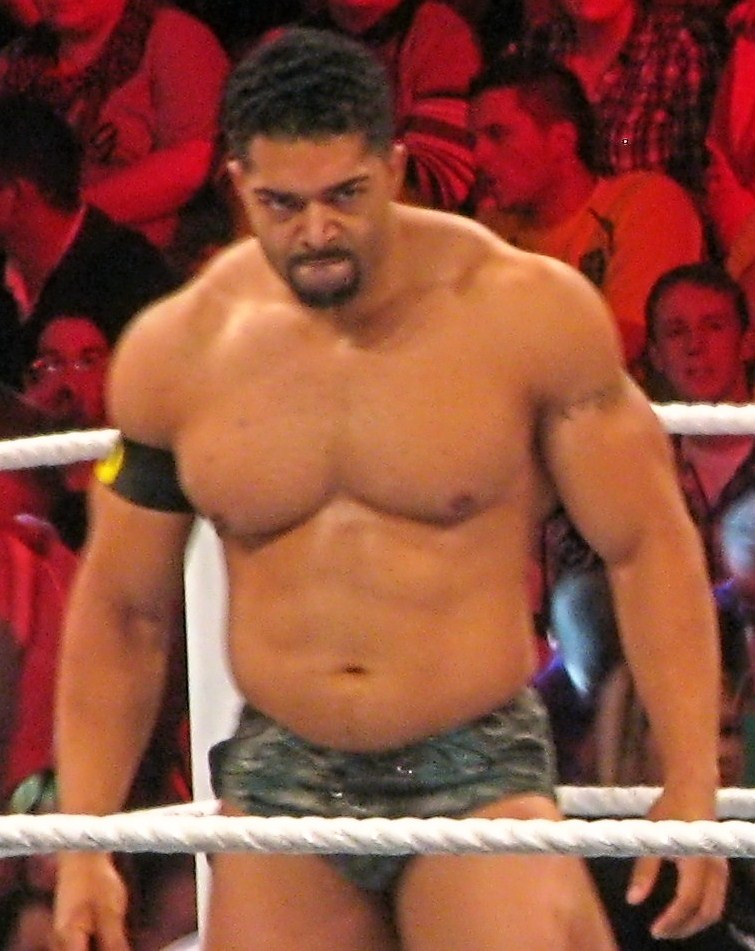

- «We Are One» — 12 Stones (2010—2011; Нексус)
- «This Fire Burns» — Killswitch Engage (2011—2011; Новый Нексус)
- «Death Blow» — VideoHelper Production Library (2011; команда с МакГилликати)
- «All About the Power» — Jim Johnston (2011-н.в.)

## Титулы и достижения
- Pro Wrestling Illustrated

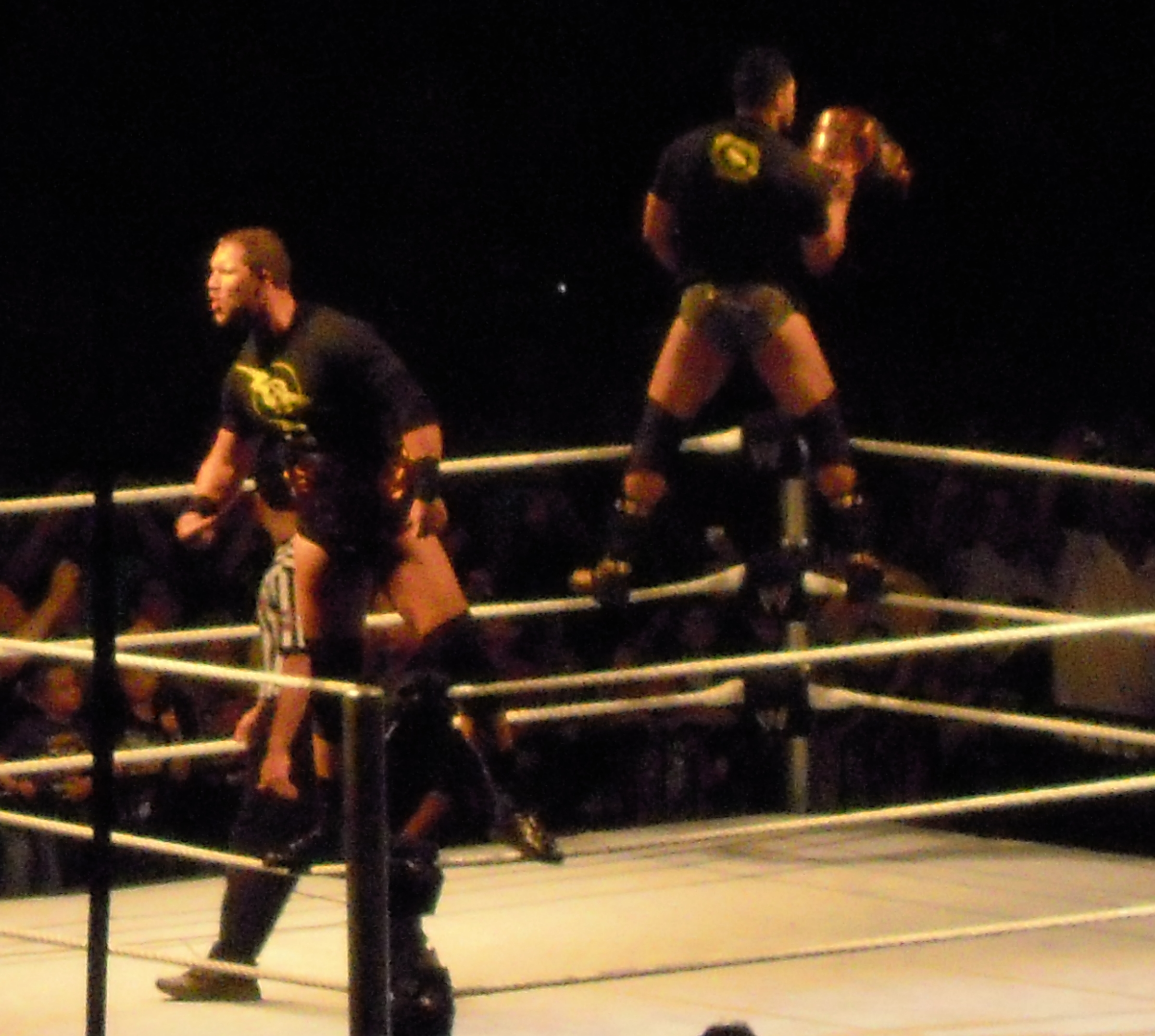
Отунга и Макгилликати — командные чемпионы WWE

  - Фьюд года (2010) — Нексус против WWE[6]
  - PWI ставит его под № 84 в списке 500 лучших рестлеров 2012 года[7]
  - Новичок года (2010)[8]
  - Самый ненавистный рестлер года (2010) — как часть Нексуса[9]
- WWE
  - Командный чемпион WWE (2 разa) — с Джоном Синой (1 раз) и с Майклом Макгилликати (1 раз)[10]
  - Слэмми — шокирующий момент года (2010)[11] — дебют Нексуса
  - Слэмми — специальная награда «The Pee-wee Herman Bowtie» (2011)[12]
- Wrestling Observer Newsletter
  - Худший комментатор (2016)[13]